# Cyanidin-3-O-sambubiosid
Cyanidin-3-O-sambubiosid ist ein Anthocyan aus Sambubiose und dem Aglycon Cyanidin. Die Grundstruktur ist das Flavylium-Kation. Es ist unter anderem ein wichtiges Anthocyan des schwarzen Holunders.
Es ist nicht genau bekannt, welche die Gegenionen kationischer Anthocyanine in Pflanzen sind (vermutlich handelt es sich um organische Anionen), isoliert werden sie aber meist als Chloride. Daher sind in der nebenstehenden Infobox Daten zu Cyanidin-3-O-sambubiosidchlorid angegeben.

## Vorkommen

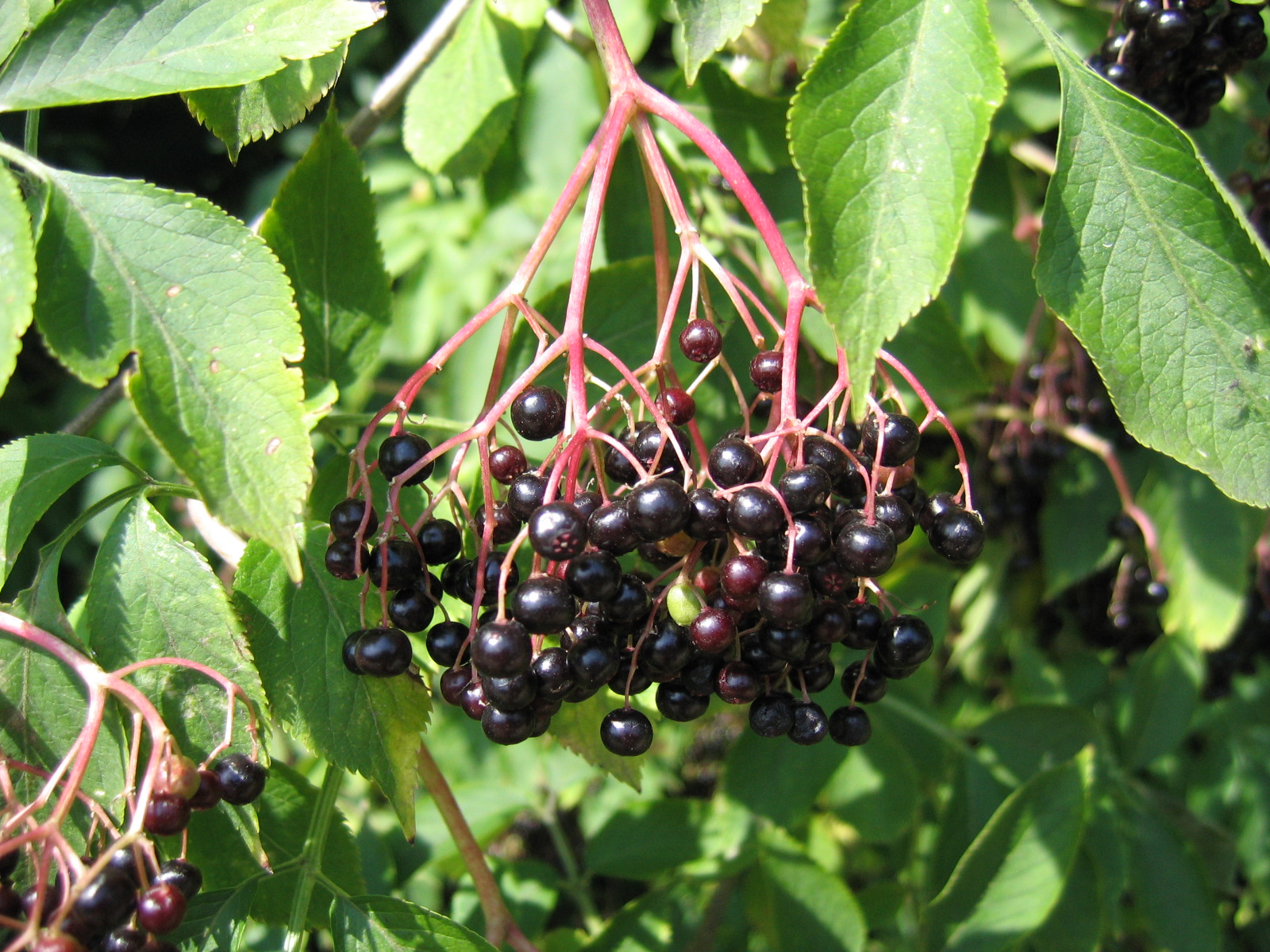
Schwarzer Holunder enthält Cyanidin-3-O-sambubiosid.

Cyanidin-3-O-sambubiosid ist eines der mengenmäßig wichtigsten Anthocyane im schwarzen Holunder (Sambucus nigra), kommt aber auch in anderen Arten der Gattung Sambucus vor, darunter Sambucus javanica, dem Roten Holunder (Sambucus racemosa), Sambucus cerulea und Sambucus ebulus. Außerdem kommt es vor in der Roselle, Maquibeeren (Aristotelia chilensis), in schwarzen Erdnüssen, sowie in verschiedenen Arten der Gattungen Cotyledon und Tylecodon.

## Nachweis
Die Verbindung kann durch Ultra-High-Performance-Flüssigchromatographie kombiniert mit Infrarotspektroskopie und Massenspektrometrie nachgewiesen werden.